# 大藤直樹
大藤 直樹 （おおふじ なおき、1965年8月5日 - ）は、日本の俳優、スタントマン。ジャパンアクションエンタープライズ（JAE）に所属していた。

## 来歴・人物
趣味はギター・オートバイ、特技は体操。
1982年にジャパンアクションエンタークラブ（現JAE）に入団。
スーパー戦隊シリーズのスーツアクターとしての主に活躍しており、当初は『超獣戦隊ライブマン』のガードノイド・ガッシュなど悪役を演じていたが、『地球戦隊ファイブマン』以降は主にグリーン・ブラック役を中心にヒーロー側を担当するようになった。
『鳥人戦隊ジェットマン』では、最終回において若松俊秀演ずる結城凱を刺したひったくりを、若松の希望で凱の変身後「ブラックコンドル」を担当していた大藤が演じている。『海賊戦隊ゴーカイジャー』の28話では、結城凱/ブラックコンドル役で出演した若松俊秀本人の希望で「ブラックコンドル」を演じた。
『五星戦隊ダイレンジャー』ではリュウレンジャーとしてレッド役を演じた。当初は、『恐竜戦隊ジュウレンジャー』に引き続き前田浩が演じる予定だったが、前田が打合せ後に降板を申し出たため演じることとなった。しかし、大藤も自身はレッド指向ではなかったとしてレッド役は同作品限りであった。翌年の『忍者戦隊カクレンジャー』は、ニンジャレッド役になった高岩成二と入れ替わる形で後楽園ゆうえんちの野外ステージショーのレッドを務めたため撮影には参加していない。
『超力戦隊オーレンジャー』で再びテレビシリーズに参加して以降は、追加戦士を演じることが多い。追加戦士を演じることについては、他の5人とは異なる立場であることから演じがいがあると述べている。
2005年にジャパンアクションエンタープライズを離れるが、2011年より再び在籍。
2013年には『獣電戦隊キョウリュウジャー』のキョウリュウゴールドを担当し、一年間のレギュラーとしては久しぶりとなった。

## 出演

### テレビドラマ
- ゴリラ・警視庁捜査第8班 第29話（1989年） - 元不良少年役[注釈 1]
- 湯けむり仲居純情日記3（1994年）
- 西遊記 第12話（1994年）
- バージンロード（1997年）
- ビーチボーイズ（1997年）
- 神様、もう少しだけ 第8話（1998年）
- ファミリー（1999年）
- 呪いの5キャラットダイヤ（2000年）
- はるか17 第9話（2005年）
- アルバイト探偵（2005年）
- 花より男子（2005年）
- 輪舞曲（2006年）
- 警視庁電話指導官〜深川真理子の事件簿（2008年）

### 特撮テレビドラマ
- スーパー戦隊シリーズ
  - 科学戦隊ダイナマン（1983年 - 1984年） - シッポ兵[2]
  - 光戦隊マスクマン（1987年 - 1988年） - X1マスク[2]
  - 超獣戦隊ライブマン（1988年 - 1989年） - ガードノイド・ガッシュ[2]
  - 高速戦隊ターボレンジャー（1989年 - 1990年） - ジンバ[2]、ヤミマル吹き替え[2]
  - 地球戦隊ファイブマン（1990年 - 1991年） - ファイブブラック[2]
  - 鳥人戦隊ジェットマン（1991年 - 1992年） - ブラックコンドル[2]、ひったくり犯（最終回）[注釈 1]
  - 恐竜戦隊ジュウレンジャー（1992年 - 1993年） - マンモスレンジャー[2]、ドラゴンレンジャー（代役）[7]、グリフォーザー[8]
  - 五星戦隊ダイレンジャー（1993年 - 1994年） - リュウレンジャー[2]、男子学生[9]（第11話）[注釈 1]
  - 超力戦隊オーレンジャー（1995年 - 1996年） - キングレンジャー[2]
  - 激走戦隊カーレンジャー（1996年 - 1997年） - グリーンレーサー[2]、シグナルマン（アクション用）[10]
  - 電磁戦隊メガレンジャー（1997年 - 1998年） - ギレール[2]、ギガギレール、マッドギレール、ネジレッド[要出典]
  - 星獣戦隊ギンガマン（1998年 - 1999年） - サンバッシュ[1][2]、黒騎士[1][2]
  - 百獣戦隊ガオレンジャー（2001年 - 2002年） - ガオシルバー[2]
  - 特捜戦隊デカレンジャー（2004年 - 2005年） - ブリッツ・ヘルズ[2]、デカレッド[2]
  - 海賊戦隊ゴーカイジャー（2011年 - 2012年） - 黒騎士（第20話）[2]、ブラックコンドル（第28話）[5][11]
  - 特命戦隊ゴーバスターズ（2012年 - 2013年）
  - 獣電戦隊キョウリュウジャー（2013年 - 2014年） - キョウリュウゴールド[12][2]
  - 宇宙戦隊キュウレンジャー（2017年 - 2018年）
  - 快盗戦隊ルパンレンジャーVS警察戦隊パトレンジャー（2018年 - 2019年）
- メタルヒーローシリーズ
  - 宇宙刑事シャリバン（1983年 - 1984年） - ファイトロー[2]
  - 宇宙刑事シャイダー（1984年 - 1985年）[2]
  - 世界忍者戦ジライヤ（1988年 - 1989年） - 闇忍デビルキャッツ[13]、宇宙忍デモスト（通常態）[要出典]
  - ビーロボカブタック（1997年 - 1998年） - ダンゴロン（スーパーモード）[14]
- 仮面ライダーシリーズ
  - 仮面ライダーウィザード（2012年 - 2013年）
  - 仮面ライダードライブ（2014年 - 2015年） - ネオシェード構成員
  - 仮面ライダーエグゼイド（2016年 - 2017年）
  - 仮面ライダービルド（2017年 - 2018年）
- 超光戦士シャンゼリオン（1996年）
- パワーレンジャー・オペレーション・オーバードライブ（2007年） - OODレッドレンジャー[2]、MMPRブラックレンジャー、モルター

### 映画
- 上海バンスキング（1984年）
- どっちにするの。（1989年）
- ヤマトタケル（1994年）
- バトル・ロワイアル（2000年）
- 嫌われ松子の一生（2006年）
- 46億年の恋（2006年）
- デスノート the Last name（2006年） - ボディスタント
- ヤッターマン（2009年） - スタント（ボヤッキーのスタントダブル等）[15]
- クローズZERO II（2009年）
- 海賊戦隊ゴーカイジャーVS宇宙刑事ギャバン THE MOVIE（2012年） - ギャバンブートレグ[2]
- 宇宙刑事ギャバン THE MOVIE（2012年） - 宇宙刑事シャイダー[16]
- スーパー戦隊シリーズ
  - 劇場版 電撃戦隊チェンジマン シャトルベース!危機一髪!（1985年）
  - 劇場版 高速戦隊ターボレンジャー（1989年） - ジンバ[要出典]
  - 劇場版 五星戦隊ダイレンジャー（1993年） - リュウレンジャー[要出典]
  - スーパー戦隊ワールド（1994年） - ファイブブラック、ブラックコンドル、マンモスレンジャー、リュウレンジャー[要出典]
  - 劇場版 百獣戦隊ガオレンジャー 火の山、吼える（2001年） - ガオシルバー[17]
  - ゴーカイジャー ゴセイジャー スーパー戦隊199ヒーロー大決戦（2011年） - ファイブブラック[18]、リュウレンジャー[2]、黒騎士ヒュウガ[19]、グリーンレーサー[20]、キングレンジャー[21]
  - 海賊戦隊ゴーカイジャー THE MOVIE 空飛ぶ幽霊船（2011年）
  - 特命戦隊ゴーバスターズVS海賊戦隊ゴーカイジャー THE MOVIE（2013年）
  - 劇場版 獣電戦隊キョウリュウジャー ガブリンチョ・オブ・ミュージック（2013年）
  - 獣電戦隊キョウリュウジャーVSゴーバスターズ 恐竜大決戦! さらば永遠の友よ（2014年） - キョウリュウゴールド[22]、マンモスレンジャー[22]
  - 宇宙戦隊キュウレンジャー THE MOVIE ゲース・インダベーの逆襲（2017年）
- 仮面ライダーシリーズ
  - オーズ・電王・オールライダー レッツゴー仮面ライダー（2011年）[2]
  - 仮面ライダーフォーゼ THE MOVIE みんなで宇宙キターッ!（2012年）
  - 仮面ライダー×仮面ライダー ウィザード&フォーゼ MOVIE大戦アルティメイタム（2012年）
  - 仮面ライダー平成ジェネレーションズ FINAL ビルド&エグゼイドwithレジェンドライダー（2017年）
- スーパーヒーロー大戦シリーズ
  - 仮面ライダー×スーパー戦隊 スーパーヒーロー大戦（2012年）[2]
  - 仮面ライダー×スーパー戦隊×宇宙刑事 スーパーヒーロー大戦Z（2013年） - キョウリュウゴールド[22]
  - 平成ライダー対昭和ライダー 仮面ライダー大戦 feat.スーパー戦隊（2014年） - 仮面ライダーZX[22]

### オリジナルビデオ
- スーパー戦隊Vシネマ
  - 超力戦隊オーレンジャー オーレVSカクレンジャー（1996年） - キングレンジャー[要出典]
  - 激走戦隊カーレンジャーVSオーレンジャー（1997年） - グリーンレーサー[要出典]
  - 電磁戦隊メガレンジャーVSカーレンジャー（1998年） - グリーンレーサー[要出典][注釈 2]
  - 星獣戦隊ギンガマンVSメガレンジャー（1999年） - 黒騎士、サンバッシュ、メガブルー[要出典]
  - 救急戦隊ゴーゴーファイブ 激突!新たなる超戦士（1999年） - 獣魔ハンタージーク[2]
  - 救急戦隊ゴーゴーファイブVSギンガマン（2000年） - 黒騎士[要出典]
  - 忍風戦隊ハリケンジャーVSガオレンジャー（2003年） - ガオシルバー[要出典]
  - 特捜戦隊デカレンジャーVSアバレンジャー（2005年） - デカレッド（代役）[2]
  - 海賊戦隊ゴーカイジャー キンキンに!ド派手に行くぜ!36段ゴーカイチェンジ!!（2011年）
  - 帰ってきた特命戦隊ゴーバスターズVS動物戦隊ゴーバスターズ（2013年）
  - 獣電戦隊キョウリュウジャー でたァ〜ッ! まなつのアームド・オンまつり!!（2013年）
  - 帰ってきた獣電戦隊キョウリュウジャー 100 YEARS AFTER（2014年） - キョウリュウバイオレット（ウッピー）[23]
  - 行って帰ってきた烈車戦隊トッキュウジャー 夢の超トッキュウ7号（2015年）
  - 特捜戦隊デカレンジャー 10 YEARS AFTER（2015年） - ネオデカレッド[24]
- 仮面ライダーシリーズ
  - 仮面ライダーエグゼイド トリロジー アナザー・エンディング（2018年）
    - Part.II 仮面ライダーパラドクスwith仮面ライダーポッピー
    - Part.III 仮面ライダーゲンムVS仮面ライダーレーザー
- ビーロボカブタック クリスマス大決戦!!（1997年）
- 双龍伝（2005年）
- ミナミの帝王 ヤング編（2006年）

### ネットムービー
- ネット版 仮面ライダー×スーパー戦隊 スーパーヒーロー大変 〜犯人はダレだ?!〜（2012年） - シンケンレッド
- ネット版 仮面ライダーウィザード イン マジか!?ランド（2013年）

### 舞台
- ゆかいな海賊大冒険（1984年）
- 劇団☆新感線『西遊記』（1999年）
- 劇団☆新感線『阿修羅城の瞳〜BLOOD GETS IN YOUR EYES』（2000年）
- 帝劇ミュージカル『SHOCK』（2003年）
- 帝劇ミュージカル『DREAM BOY』（2004年）

### 戦隊シリーズショー
- 後楽園遊園地ヒーローショー - レッド 役 他[16]
- 超電子バイオマン（1984年 - 1985年） - メカクローン[25]
- 電撃戦隊チェンジマン（1985年 - 1986年） - チェンジマーメイド[2]、チェンジグリフォン[25]
- 超新星フラッシュマン（1986年 - 1987年） - イエローフラッシュ、レッドフラッシュ（正月公演）[25]
- 光戦隊マスクマン（1987年） - メタルダー[25]
- 五星戦隊ダイレンジャー（1993年 - 1994年） - リュウレンジャー[25]
- 忍者戦隊カクレンジャー（1994年 - 1995年） - ニンジャレッド[2]
- 電磁戦隊メガレンジャー（1997年 - 1998年）- メガブラック[2]
- 百獣戦隊ガオレンジャー（2001年 - 2002年）- ガオシルバー
- 忍風戦隊ハリケンジャー（2002年 - 2003年） - シュリケンジャー
- 爆竜戦隊アバレンジャー（2003年 - 2004年）
- 特捜戦隊デカレンジャー（2004年 - 2005年） - デカレッド[2]
- 海賊戦隊ゴーカイジャー（2011年 - 2012年）
  - 「全速前進！ゴーカイシルバー登場!!」
  - 「海賊パワー炸裂！宝島大決戦!!」
  - 「バスコ現る！空中都市真冬の大激突!!」
  - 「海賊集結！決めるぜファイナルウエーブ」
- 特命戦隊ゴーバスターズ（2012年 - 2013年） - ビートバスター[16]
  - 「特命戦隊ゴーバスターズ シアターGロッソに現る！」
  - 「緊急出動！ ゴーバスターエース発進!!」
  - 「新戦士登場！ ビート＆スタッグ!!」
  - 「最強海賊現る！ 出動せよゴーバスターズ！」
- 獣電戦隊キョウリュウジャー（2013年 - 2014年） - キョウリュウゴールド [26]
  - 「決めるぜ！史上最強のブレイブフィニッシュ!!」
- 烈車戦隊トッキュウジャー（2014年 - 2015年） - トッキュウ4号
  - 「烈車戦隊トッキュウジャー！ シアターGロッソに現る!!」
  - 「出発進行！夢のGロッソ号!!」
  - 「新戦士6号発進！炎の特急決戦!!」
  - 「俺が烈車になる！ハイパートッキュウ1号 出発進行!!」
  - 「最終列車がやってくる！ 輝けレインボーライン!!」
- 手裏剣戦隊ニンニンジャー（2015年 - 2016年） - アカニンジャー
  - 「手裏剣戦隊ニンニンジャー シアターGロッソに現る!!」
  - 「あっしの出番！新戦士スターニンジャー参上!!」
  - 「最強忍者が暴れるぜ！真夏のニンジャ祭り!!」
  - 「負けられない戦い！ザ・超絶！忍術合戦!!」
  - 「激アツ！これぞラストニンジャの戦いだ!!」
- 動物戦隊ジュウオウジャー（2016年 - 2017年）
  - 「動物戦隊ジュウオウジャー シアターGロッソに現る!!」 -アザルド
  - 「友情パワー全開！5人の絆をなめるなよ!!」 -アザルド
  - 「真夏のアニマルフェスティバル！ジュウオウザワールド登場!!」 -メーバ
  - 「伝説大解放！ジュウオウイーグル覚醒!!」 -ジュウオウザワールド

### CM
- 日清「ラ王」（1999年）
- NTTドコモ「カラバリンシリーズ」（2001年） - ハッピーオレンジ役

### ゲーム
- 龍が如く（2005年）
- 喧嘩番長（2005年）
- クロックタワー3（2005年）
- 義経英雄伝（2005年）

### バラエティ
- 痛快なりゆき番組 風雲!たけし城スペシャル（1987年）※第41回でJACチームの一人として出場。
- 筋肉番付（1995年）
- 8時だJ（1998年 - 1999年）
- ミュージックステーション（2004年）
- 芸能界もしもアワード 2014秋（2014年）